# Уильямсон, Дейвид Теодор Нельсон
Де́йвид Теодо́р Не́льсон Уи́льямсон (англ. David Theodore Nelson Williamson, более известен под инициалами D. T. N. Williamson; 15 февраля 1923 — 10 мая 1992) — британский инженер-механик, работавший в областях точного машиностроения, станкостроения и автоматизированных систем управления технологическими процессами (АСУ ТП). Конструктор прецизионных датчиков линейного перемещения для АСУ ТП, автоматизированных металлорежущих станков и обрабатывающих центров c числовым программным управлением. Автор более ста изобретений в области машиностроения, из которых важнейшим является изобретённая и отлаженная Уильямсоном гибкая производственная система («Система 24»). Член Лондонского королевского общества с 1968 года, популяризатор идей и технологий автоматизации производства.
Уильямсон-радиолюбитель вошёл в историю электроники и звуковоспроизведения как конструктор классического лампового усилителя звуковых частот (усилителя Уильямсона) и как соавтор Питера Уокера по разработке первого в истории серийного электростатического громкоговорителя Quad ESL.

## Биография

### Ранние годы
Тео Уильямсон родился в Эдинбурге, в преуспевающей семье ирландского происхождения. Перенеся в раннем детстве туберкулёз, Уильямсон рос болезненным, физически слабым ребёнком. Болезнь преследовала его всю жизнь и в зрелые годы стала причиной раннего ухода на покой и эмиграции.
В 1940 году, окончив престижную частную школу Джорджа Хериота, Уильямсон поступил на инженерный факультет Эдинбургского университета. За три военных года Уильямсон, с его слов, получил прекрасную подготовку по практическим, прикладным дисциплинам (сопротивление материалов, гидравлика, тепловые машины). Хуже обстояло дело с фундаментальными науками: в 1943 году, в разгар войны, Тео провалил экзамен по математике и был отчислен из университета. Попытка устроиться в штат секретного Института дальней связи, разрабатывавшего радиолокационные станции, обернулась неудачей: главный кадровик института Си Пи Сноу счёл кандидата неспособным к исследовательской работе. По состоянию здоровья Уильямсон не подлежал призыву в вооружённые силы, и военные власти подыскали ему работу тестировщика радиоламп в компании Marconi-Osram Valve. Производство ламп Уильямсона не привлекало, и в апреле 1944 года он перешёл в схемотехническую лабораторию Marconi. С ведома заведующего лабораторией Уильямсон в свободное время занимался собственными любительскими проектами по разработке усилителей и звукоснимателей; здесь в течение 1944 года он и создал усилитель звуковых частот, получивший его имя.
В феврале 1946 года Уильямсон, не связанный более обязательствами военного времени, покинул Marconi и перешёл на работу в эдинбургское отделение военно-технической компании Ferranti. От предложений базировавшейся в Лондоне звукозаписывающей компании Decca он отказался, предпочитая вернуться в родной город. Ferranti активно искала способы конверсии накопленных в военное время технологий в гражданские продукты, но потенциальные клиенты были мало заинтересованы в модернизации. Традиционная британская промышленность переживала глубокий спад, основным источником дохода Ferranti оставался военный заказ. Уильямсон в первые годы работы на Ferranti занимался сугубо военными разработками: авиационным сверхзвуковым датчиком скорости и магнитным усилителем для системы управления стартовой катапультой авианосца.
В 1947 и в 1949—1950 годах в журнале для радиолюбителей Wireless World вышло две серии статей Уильямсона о разработанном им усилителе звуковых частот. Конструкция имела чрезвычайный успех в среде любителей, а в начале 1950-х годов доминировала и в серийном промышленном производстве. Точное количество выпущенных усилителей Уильямсона неизвестно, но счёт шёл как минимум на сотни тысяч. Сборник статей Уильямсона из Wireless World выдержал три издания и переиздавался в США в 1990-е годы. Так, в самом начале карьеры, начинающий инженер без высшего образования стал «тем самым Уильямсоном», хорошо известным и любителям, и профессиональным инженерам по обе стороны Атлантики.

### Работы в машиностроении

#### Система позиционирования Ferranti
В 1950 году Уильямсон занялся первым значительным собственным проектом — разработкой прецизионного датчика линейного перемещения для фрезерных станков компании, занятых в производстве радиолокационных станций. Сложность сверхвысокочастотных волноводов к этому времени возросла до уровня, практически недоступного традиционному производству; руководство Ferranti решило перевести станочный парк на числовое программное управление — для этого и потребовались сверхточные датчики. Поездка в Массачусетский технологический институт в надежде заимствовать уже готовое решение не принесла результата: в точном машиностроении американцы отставали от британцев на пять-десять лет. Британцам был нужен датчик с абсолютной точностью не хуже 5 мкм — на порядок лучше «новейших» технологий MIT. Создание сверхточного датчика на базе дифракционной решётки и системы числового программного управления заняло пять лет. Первые образцы «системы [позиционирования] Ferranti», представленные в 1955 году, обеспечивали требуемую абсолютную точность измерения в 5 мкм при перемещениях до 1,5 м; позже инженеры Ferranti сумели многократно увеличить диапазон измерений, используя систему зеркал. Числовое управление станком осуществлялось специализированным, относительно компактным цифроаналоговым вычислителем по программе, хранимой на магнитной ленте, поскольку универсальные ЭВМ 1950-х годов были для этой задачи слишком дороги и громоздки. В приводах станка, впервые в Великобритании, была применена прецизионная шарико-винтовая передача, ранее использовавшаяся лишь в американском автомобилестроении.
Станки с датчиками «системы Ferranti» хорошо продавались на рынке, во многом, благодаря репутации Уильямсона-радиолюбителя. Его имя, само по себе, привлекало новых клиентов. Датчики «системы Ферранти» были абсолютным прорывом; в течение многих лет никто из конкурентов не мог даже приблизиться к результатам, достигнутым группой Уильямсона. Сам же Уильямсон считал вершиной своей работы на Ferranti другую разработку — огромный фрезерный станок с ЧПУ, обрабатывавший монолитные заготовки размером до 3×10 м. В этом станке 1957 года было впервые применено полностью гидравлическое управление перемещением заготовки и фрезы, а сама фреза вращалась со скоростью до 8000 оборотов в минуту — таким образом, всё тепло при резании уходило в стружку, а сама заготовка практически не нагревалась и потому не испытывала тепловое расширение. Заказчиком уникального станка, предназначенного для изготовления силовых элементов боевых самолётов, выступила авиастроительная компания Fairey; позже на нём изготавливались S-образные воздухозаборники гражданских авиалайнеров Hawker Siddeley Trident.

#### Высокоскоростные станки с ЧПУ Molins
В 1960 году Уильямсона перекупил клиент Ferranti — машиностроительная компания Molins, мировой монополист на рынке оборудования для табачной промышленности. Табачный бизнес был Уильямсону не интересен, но Molins предложила ему вчетверо больше, чем была согласна платить Ferranti (и больше, чем получал тогдашний премьер-министр Великобритании), плюс место в совете директоров и неограниченные полномочия в технологическом переоснащении производства. За десять лет работы главным конструктором Уильямсон сумел увеличить производительность сигаретных машин Molins с 1800 до 4000 штук в минуту, реорганизовал и упростил производство комплектующих, запатентовал фундаментальные для табачной отрасли устройства автоматического контроля готовой продукции, но бо́льшую часть времени, как и на Ferranti, отдал проектированию станков с ЧПУ.
Поводом к их постройке стали потребности самой компании Molins. Мелкосерийное производство стальных деталей машин на классических станках было слишком медленно и дорого. Для ускорения производства, считал Уильямсон, следовало заменить сталь лёгкими сплавами, допускавшими значительно бо́льшую скорость резания, и заменить устаревшие универсальные станки новейшими высокоскоростными (30000 оборотов в минуту) станками с ЧПУ и гидравлическими приводами подачи. Удорожание материала, по расчётам Уильямсона, полностью окупалось за счёт удешевления и ускорения обработки. Типичный размер обрабатываемой заготовки в Molins не превышал 300×300×150 мм, поэтому такой станок мог быть намного легче и дешевле универсального. Первые два станка Уильямсона обошлись компании всего в 50 тысяч фунтов. Затем Molins выпустила на внешний рынок установочную партию из пятнадцати станков Уильямсона, два из которых были приобретены французской авиастроительной компанией Aérospatiale и применялись для изготовления узлов «Конкорда». По инициативе Уильямсона Molins всерьёз сосредоточилась на новом для себя рынке металлорежущих станков; выход на него обещал значительно бо́льшую норму прибыли, но требовал радикального изменения и технологии, и культуры производства. Уильямсону пришлось фактически с нуля выстроить на старых площадях завод нового поколения. Непосредственным продолжением работы по перестройке собственного производства Molins стало главное достижение Уильямсона — гибкая производственная система.

#### «Система 24»
«Система 24» (англ. System 24) фактически представляла собой компактный, полностью автоматизированный металлообрабатывающий цех, рассчитанный на безостановочную круглосуточную работу. В первую (дневную) смену линию обслуживал квалифицированный персонал, в две другие смены она работала автоматически и автономно, под присмотром лишь дежурного оператора. За четыре года проб и ошибок Уильямсон подобрал оптимальную конфигурацию цеха: в окончательном варианте она состояла из линейки станков, параллельно которой располагалась линейка рабочих мест для ручной подготовки заготовок и инструмента. Между ними располагался также вытянутый в линию стеллаж промежуточного хранения паллетизированных заготовок и рабочих инструментов. Подача и перемещение заготовок и инструментов возлагались на управляемый компьютером штабелёр-загрузчик, перемещавшийся вдоль этого стеллажа по рельсовым направляющим. Ёмкость промежуточного стеллажа была выбрана достаточно большой, чтобы вместить запасы заготовок, готовой продукции и инструмента на восемнадцать часов безостановочной работы. Трёхшпиндельные станки (обрабатывающие центры), построенные для работы в составе «Системы 24», отличались неподвижным вертикальным расположением паллеты с заготовкой и подвижным расположением шпинделей — такая конфигурация упрощала автоматическое удаление стружки. Сменные рабочие инструменты монтировались в четырнадцатизарядные магазины, размещавшиеся на стандартных паллетах размером 32×32 см. Каждый обрабатывающий центр вмещал пять магазинов и мог использовать до семидесяти различных инструментов.
Уильямсон сумел убедить в жизнеспособности своей идеи не только руководство Molins, но и государственных чиновников — правительство выделило Molins безвозмездный заём на полмиллиона фунтов стерлингов, позволивший полностью укомплектовать опытный цех новейшим оборудованием. Для его размещения Уильямсон построил в Детфорде особый трёхуровневый цех. В его нижнем, цокольном, этаже размещалось шумное гидравлическое оборудование и система сбора и прессовки стружки. На среднем уровне размещалась сама производственная линия, на верхнем — управляющий ею компьютер и рабочие места программистов. Вычислительную технику и программные решения поставила компания IBM, ставшая крупнейшим спонсором «Системы 24».
В 1967 году Уильямсон триумфально представил инженерному сообществу ещё не готовую к эксплуатации систему; довести проект до завершения ему было не суждено. В том же 1967 году компанию покинул её многолетний генеральный директор; клиенты компании — табачные предприятия — увеличили свои доли владения Molins и провели решение о смене не только руководителя, но и основ корпоративного управления. Затем семья Молинс, всё ещё владевшая контрольным пакетом фирмы, решила продать его на бирже. «Предпродажная подготовка» свелась к ликвидации убыточных и непрофильных активов, одним из которых, с точки зрения нового руководства, и была ещё не завершённая «Система 24». Несмотря на заинтересованность британского правительства и IBM, в 1969 году — за полгода до ожидавшегося ввода в эксплуатацию — проект был закрыт. Корпоративные игры надломили и без того слабое здоровье Уильямсона: острый приступ прободной язвы надолго вывел его из строя. В 1973 году, когда Molins приняла решение полностью закрыть станкостроительный бизнес, Уильямсон покинул компанию.
В то же время американские конкуренты, используя новейшие недорогие мини-компьютеры, сумели довести свои гибкие производственные линии до серийного выпуска. Промышленность США начала замещение старых традиционных производств гибкими системами, а около 1977 года конкурентное преимущество перешло к японским станкостроителям. Американцы оспорили два важнейших патента Уильямсона, но после многолетних тяжб суды США подтвердили приоритет Уильямсона и Molins. В 1983—1986 годах патентное бюро США выдало Уильямсону патенты на изобретения двадцатилетней давности; многомиллионные роялти за их использование достались новым владельцам реорганизованной компании Molins.

### Общественная деятельность
В 1968 году Уильямсон был избран действительным членом Лондонского королевского общества. Избрание инженера-практика, не только никогда не занимавшего наукой, но даже не имевшего высшего образования, было беспрецедентным событием — столь высокое значение придавало научное сообщество «Системе 24».
Уильямсон вошёл в состав учреждённого в 1969 году Промышленного Комитета при Королевском Обществе и, вместе с председателем Комитета Джеймсом Лайтхиллом, активно выступал за бо́льшее представительство инженеров и организаторов промышленности в Обществе. С точки зрения Уильямсона, в Обществе исторически сложилась диспропорция в пользу представителей академической, фундаментальной науки: лишь четверть членов Общества были инженерами или занимались прикладными науками, и лишь 6 % работали непосредственно в промышленности. Под давлением «инженерного лобби» Общество повысило число ежегодно избираемых членов, но наотрез отказалось снижать порог вхождения. В 1971 году, когда Виктор Ротшильд и Фредрик Дейнтон предложили правительству перевести финансирование науки на контрактную основу, Уильямсон заявил резкое несогласие с реформой. Однако идеи Ротшильда и Дейнтона об увязке финансирования с нуждами экономики и общества он поддержал, а также рекомендовал президенту Общества Алану Ходжкину согласиться с ними, что Ходжкин и сделал.
После закрытия «Системы 24» Уильямсон сосредоточился на анализе промышленного потенциала и перспектив развития Великобритании. В публичных выступлениях 1970-х годов в рамках негосударственного Национального совета экономического развития он предсказывал неизбежное угасание британской промышленности. Уильямсон утверждал, что правительство поддерживает торговый баланс страны искусственно, девальвациями, что не может продолжаться бесконечно — не позднее 1990 года Великобритания будет импортировать больше высокотехнологичных товаров, чем производит сама. Уильямсон считал, что американская модель инновационного развития, опирающаяся на инициативу множества быстрорастущих частных компаний, в Великобритании нереализуема. Во-первых, британские финансисты не были готовы давать предпринимателям кредиты, не получая взамен контроля над их бизнесом, во-вторых, в стране отсутствовал рынок субподрядных работ и услуг, а в-третьих, в Великобритании не существовало масштабных государственных программ технологического развития, подобных лунной программе США. Единственным средством замедлить падение, по мнению Уильямсона, было перераспределение инвестиций в пользу производства продуктов с максимальной добавленной стоимостью.
Уильямсон резко критиковал британскую систему высшего образования и был, в целом, невысокого мнения о ней: «Инженерное образование в Великобритании учит лишь основам, и то не в должной мере. Оно не учит применять эти основы [на практике]… большинство преподавателей — нетворческие личности, они не понимают сути [обычного] проектирования, не говоря уже о сложностях проектирования системного… они воспроизводят офисных специалистов по образу и подобию своему.». Чтобы восполнить системные недостатки высшей школы, Совет по производственным технологиям, в котором с 1972 года председательствовал Уильямсон, учредил программу обмена знаниями (англ. Teaching Company Scheme, с 2003 года Knowledge Transfer Partnerships) для студентов университетов, стажирующихся в негосударственных компаниях. Отвергал Уильямсон и новейшие теории менеджмента, которые настаивали на централизации и «оптимизации» проектных подразделений. Напротив, считал он, лучше всего с проектными задачами справляются компактные, но самодостаточные рабочие группы (Уильямсон называл их «семьями»); следует всячески избегать зависимости этих групп от общекорпоративных вспомогательных служб. «Ни при каких условиях нельзя передавать составление проектной документации на внутренний субподряд. Общее чертёжное бюро — анахронизм, культивирующий наихудшие ошибки (англ. worst abuses) проектирования».

### Радиолюбительские проекты
Уильямсон унаследовал тягу к техническому творчеству от отца — страстного радиолюбителя. С 1932 года Тео экспериментировал с радиоприёмом, в 1938—1939 годах построил усилитель звуковых частот с глубокой отрицательной обратной связью (ООС) . Тогда же он всерьёз заинтересовался популярной в предвоенные годы темой манипуляции динамическим диапазоном звукового сигнала. В мае 1943 года журнал для радиолюбителей Wireless World впервые опубликовал заметку Уильямсона о выборе оптимальных скоростей атаки и затухания экспандера; в сентябре 1943 года по инициативе самого журнала Уильямсон опубликовал развёрнутое описание своего экспандера.
Все последующие работы Уильямсона в электронике были связаны с воспроизведением звука. В 1944 году, получив в своё распоряжение первоклассную радиотехническую лабораторию Marconi, он занялся постройкой полностью нового, оригинального звуковоспроизводящего тракта — магнитного звукоснимателя, усилителя звуковой частоты и акустической системы. При поддержке руководства Marconi и экспертов компании Decca Уильямсон достиг качественных показателей высокой верности звуковоспроизведения, реализованных ранее лишь в американских лабораториях RCA и Western Electric. Уильямсон эффективно доказал, что нелинейные искажения ламповой аппаратуры можно эффективно снизить применением глубокой ООС совместно с высококачественным выходным трансформатором, и создал совершенный образец для массового повторения и подражания. Объективные характеристики усилителя Уильямсона стали стандартом, на который ориентировались конструкторы 1950-х годов, и который в ламповую эпоху было практически невозможно превзойти. К маю 1947 года, когда Уильямсон опубликовал в Wireless World подробное описание своей работы, на британском рынке уже существовали две самобытные конструкции УМЗЧ сравнимого качества, но лишь Уильямсон рискнул раскрыть секреты мастерства широкому кругу читателей. Он предложил свою конструкцию не покупателям, а радиолюбителям-самодельщикам, и именно это предопределило её успех. Уильямсон, с одной стороны, задал ориентиры конструкторам аппаратуры, с другой — популяризовал знание и понимание этих ориентиров в среде профессионалов и потребителей. Система качественных показателей высокой верности, заданная Уильямсоном в работах 1947 года, в целом действует и в XXI веке.
Усилитель Уильямсона не принёс его создателю денежных выгод: в конструкции, построенной на базе давно известного усилителя Кокинга, не было ничего, что могло бы претендовать на выдачу патента. В начале 1950-х годов Уильямсон и его друг и деловой партнёр Питер Уокер выпустили «авторизованный вариант» усилителя Уильямсона, но из-за высокой себестоимости продавался он плохо. Другой любительский проект Уильямсона 1944 года — магнитный звукосниматель оригинальной конструкции, в котором подвешенный в поле постоянного магнита упругий подвес иглы выполнял функцию датчика её перемещения — был запатентован, а c 1948 года выпускался под названием «ленточного звукоснимателя Ferranti» (англ. Ferranti Ribbon Pickup). Менее известно, что Уильямсон был соавтором Уокера в разработке выпускавшегося с 1957 года Quad ESL — первого в истории серийного электростатического громкоговорителя. Quad ESL и полвека спустя выделялся исключительной динамикой, линейностью, отсутствием призвуков и окраски звука, а самое главное — субъективно воспринимаемым качеством звучания. Уокер и Уильямсон сделали исключительный шаг в улучшении качества звуковоспроизведения; в истории звуковой техники найдётся немного столь же значительных инноваций, реализовавшихся в единственном, разработанном в полукустарных условиях, продукте.
Уильямсон, как и Уокер, был воспитан исключительно на классической музыке и считал главной целью конструктора точное и комфортное воспроизведение тембров симфонического оркестра. В интервью 1953 года он говорил: «Мой слух, если так можно сказать, римско-католический. Я слушаю [классические] концерты, танцевальную музыку. Могу раз в день послушать пару диксилендов, [не больше] … наверное, потому, что других у меня и нет». В начале 1950-х годов Уильямсон считал вполне реальным высококачественное, реалистичное воспроизведение записей инструментальных соло и камерных ансамблей, но не больших оркестров. Он допускал, что с течением времени бытовая аппаратура сможет полноценно воспроизводить динамику симфонического оркестра, но полагал, что создать иллюзию большого зала в обычной комнате в принципе невозможно. «Я бы хотел привнести в бытовую звукотехнику немного здравого смысла … Пусть каждый решит, какого рода иллюзия ему ближе. Лично я предпочитаю, чтобы оркестр звучал так, как его слышно с бокового кресла в заднем ряду…».

### Завершение карьеры. Частная жизнь
В 1951 году Уильямсон женился на сотруднице эдинбургского отделения Ferranti Александре Нилсон (Alexandra J. S. Neilson). В браке родились две дочери и два сына; один из них появился на свет в родительском доме Уильямсона на Гилмор-плейс, где семья жила в 1951—1960 годы. После перехода в Molins Уильямсоны переехали в просторный, уединённый дом в Кенте. В подвале дома Уильямсон оборудовал мастерскую, где его сыновья постигали навыки самостоятельной работы так же, как Уильямсон когда-то учился у своего отца.
После ухода из Molins Уильямсон всерьёз собирался уйти на покой: состояние здоровья не позволяло ему полноценно работать в промышленности. От предложений трёх британских университетов возглавить профильные кафедры он наотрез отказался: академическая жизнь была ему чужда, возвращаться в университетскую среду он не желал. В 1974 году, после долгих переговоров, Уильямсон принял предложение компании Xerox и занял в её европейском отделении пост директора по НИОКР. По настоянию Уильямсона, контракт продолжался всего два года; за это время руководимые Уильямсоном инженеры Xerox довели до готовности к серийному выпуску первый цветной копировальный аппарат.
В сентябре 1979 года Уильямсон с супругой переехали из Великобритании в Италию, и обосновались в горах Умбрии, в окрестностях Тразименского озера. Здесь, как и в Кенте, Уильямсон вновь развернул частную мастерскую, где отлаживал приборы для компании из Суссекса, которой руководил его сын. Свою последнюю работу — историю создания и ликвидации «Системы 24» — Уильямсон завершил в марте 1992 года, за два месяца до смерти. Люди, встречавшие Уильямсона в последние годы его жизни, вспоминали, что он до самого конца не соглашался с закрытием «Системы 24» и не простил сделавших это людей.